# Stockholms amatörastronomer

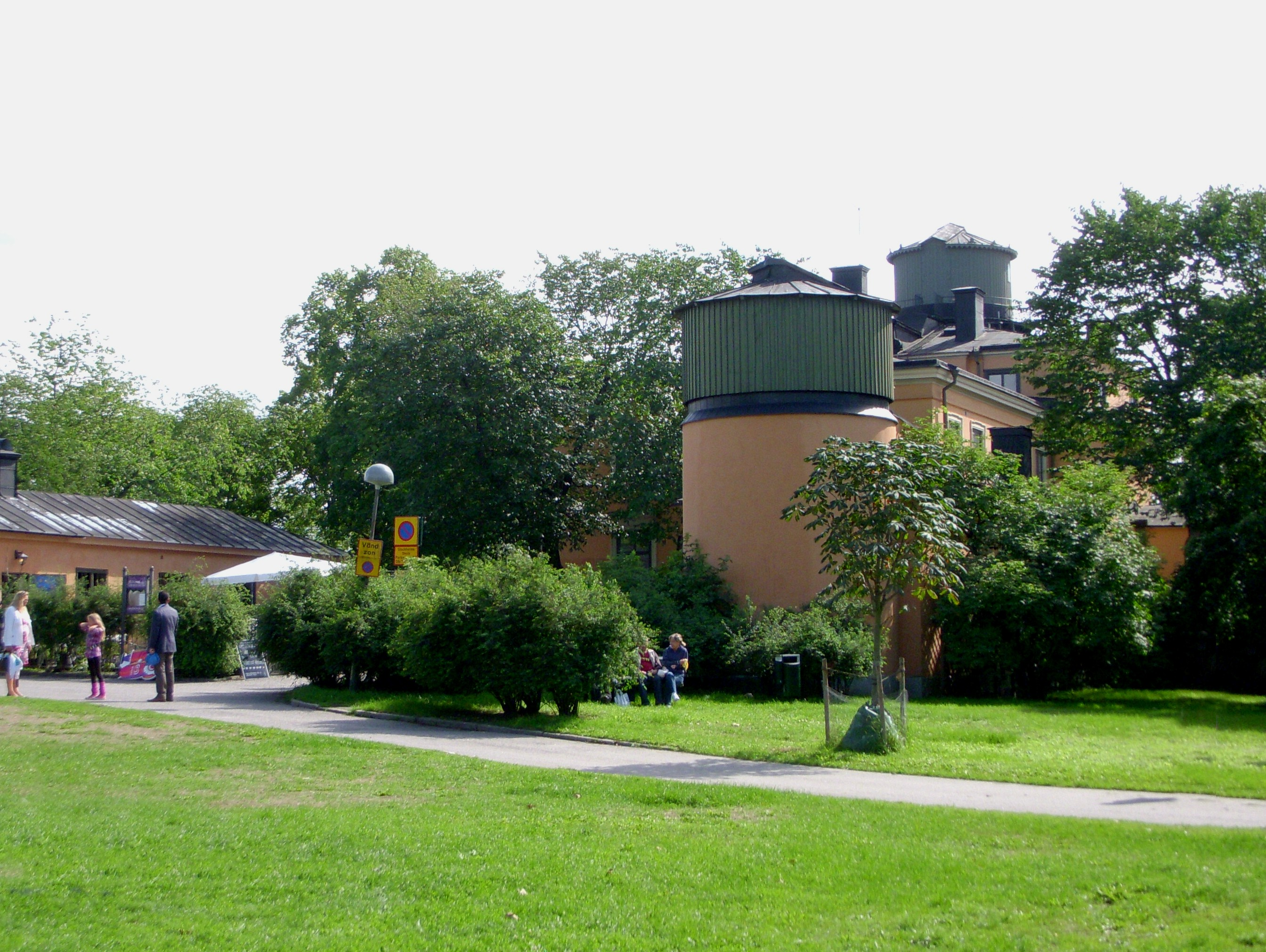
"Magnethuset" vid Stockholms gamla observatorium

Stockholms amatörastronomer (STAR) är en svensk allmännyttig ideell astronomiförening med säte i Stockholm. Medlemsantalet uppgår till cirka 300 stycken och gör STAR till en av Sveriges största amatörastronomiska föreringar. Föreningen bildades 1988 genom att de tre Stockholmsklubbarna Stockholms Amatörastronomiska Klubb, Astronomiska Sällskapet Plejaderna och Djursholms Astronomiklubb gick ihop till en och samma förening som då fick namnet STockholms AmatörastronomeR, STAR.
Föregångaren Stockholms Amatörastronomiska Klubb bildades 1963 och var en underavdelning till Svenska Astronomiska Sällskapet. Den hade tillgång till kupolen i Stockholms gamla observatorium från 1964 och fick senare även tillgång till några av kupolerna i Saltsjöbadens observatorium. Djursholms Astronomiska Klubb (DAK) hade verksamheten i Djursholms samskolas observatorium medan Astronomiska Sällskapet Plejaderna saknade egna klubblokaler. 
Föreningens syfte är dels att astronomi- och rymdfartintresserade personer ska kunna träffas, umgås och dela sitt intresse och dels att sprida information om astronomi till allmänheten.
STAR:s huvudlokal ligger sedan år 1988 i det så kallade Magnethuset vid Stockholms gamla observatorium på Observatoriekullen vid Odenplan i Stockholm. På samma plats finns även Observatoriemuseet som STAR har ett nära samarbete med. STAR har även tillgång till egna teleskop vid Saltsjöbadens observatorium likväl som ett datastyrt teleskop i Magnethuset plus ett antal mindre och mer mobila teleskop.
Föreningen är öppen för alla med intresse för astronomi och rymdfart och under perioden september till maj anordnas medlemsträffar eller Öppet hus-kvällar varje helgfri måndag. 